# Albert Hoffa
Albert Hoffa, född 31 mars 1859 i Richmond, Norra Kapprovinsen, död 31 december 1907 i Köln, var en tysk ortoped.
Hoffa förestod sedan 1886 en privatklinik för ortopedisk kirurgi, gymnastik och massage i Würzburg, blev 1897 extra ordinarie professor där och 1902 ordinarie professor i ortopedisk kirurgi i Berlin samt direktor för universitetspolikliniken. Han räknas som grundare av den moderna vetenskapliga ortopedin. Han gjorde sig särskilt förtjänt om utvecklingen av läran om skolios och medfödd höftledsluxation samt behandlingen av kroppens olika deformiteter. Han var den förste som erkände Friedrich Hessings insats inom ortopedin. Hoffa tillämpade ortopedins grundsatser även på läran om nerv- och ledgångssjukdomarna (i synnerhet knäåkommor). Han lade alltid stor vikt på användningen av massage. Sedan 1892 utgav han "Zeitschrift für orthopädische Chirurgie".